# بلوکسر
بلوکسر (به انگلیسی: Balokassar) یک روستا در پاکستان است که در ناحیه چکوال واقع شده‌است.